# BTEX

Diagrammes structuraux des BTX.

BTEX est l'abréviation des composés chimiques aromatiques suivants :
- Benzène B
- Toluène T
- Éthylbenzène E
- Xylènes X (ortho, méta et para)

Les BTEX (Benzène, Toluène, Éthylbenzène et Xylènes) sont des composés organiques volatils mono-aromatiques, très toxiques et écotoxiques.
Ce sont des sous-produits de la pyrolyse qu'on retrouve souvent ensemble, lors d'accidents industriels, d'incendies et sur des sites pollués par la pétrochimie ou la chimie fine.
L'exposition humaine la plus fréquente (hors travailleurs exposés) est à proximité des stations-service, des grands axes de transport routiers, de certaines usines, ou d'environnement touchés par des séquelles industrielles. L'air intérieur peut parfois être concerné aussi (en présence d'un garage attenant à la maison, de prises d'air pollué, selon le type de chaudière, la hauteur de la maison ou la présence de fumeurs)
En ville le taux de BTEX varie selon les activités humaines et montre un rythme saisonnier et jour-nuit;
Leur durée de vie varie selon le polluant et le contexte

## Cas particulier des carburants
Les stations-service ont longtemps été des points noirs pour les BTEX.
Les systèmes de remplissage de réservoir sont maintenant conçus pour diminuer la contamination de l'air et de l'environnement proche par les BTEX.
Les dépôts de carburant (diesel y compris) sont encore une source préoccupante de BTEX, y compris dans les dépôts et points de ravitaillement de bus, camions, trains...

## Toxicologie
Les BTEX sont tous toxiques et écotoxiques.
Selon une étude américaine publiée en 2015 dans la revue Environmental Science & Technology, ils seraient aussi des perturbateurs endocriniens à des doses très inférieures à celles jugées comme sans danger par les autorités sanitaires.

## Dosage
Chez l'Homme ou l'animal, il est le plus souvent fait dans l'urine ou le sang, chez les travailleurs exposés ou chez des personnes supposées exposées.
Pour juger de la contamination du nouveau-né, on peut aussi le rechercher et le doser dans le méconium.
Chez les végétaux : Pour les études environnementales, ils peuvent aussi être dosés chez des plantes biointégratrices ou bioindicatrices ou utilisées pour la biosurveillance environnementale (bryophytes par exemple).

## Mitigation
Il semble que les parcs et jardins peuvent contribuer à une certaine réduction du taux de TEX dans l'air, sauf pour le benzène.
De nombreuses études ont porté sur la recherche de moyens pour dégrader ou biodégrader les BTEX plus vite et/ou plus facilement